# Stephen Gray
Stephen Gray (Canterbury, desembre de 1666 - Londres, 7 o 25 de febrer del 1736) fou un tintorer anglès a més d'astrònom i científic aficionat. És conegut especialment pels seus treballs en el camp de la física de l'electromagnetisme, fou el primer a experimentar de manera sistemàtica amb la conductivitat elèctrica, anant més enllà de la simple generació i estudi de l'electricitat estàtica com era habitual a l'època, arribant a classificar els materials en conductors i aïllants.
Va néixer a Canterbury, Kent, després d'una educació bàsica va començar com a aprenent al negoci de tintura de teixits del seu pare. El seu interès s'adreça cap a les ciències naturals i en particular cap a l'astronomia, ciències emergents a l'època, i comença a estudiar-les de manera autodidacta ajudat pels seus amics que li donen accés a les seves biblioteques i als seus instruments científics. Cal tenir present que en aquella època la ciència era un entreteniment per als rics.

## Gray astrònom
Va fabricar les seves lents i va construir el seu telescopi, amb el que va fer alguns petits descobriments, especialment en el camp de les taques solars, i es va guanyar una bona reputació per la precisió de les seves observacions. Alguns dels resultats del seu treball van ser publicats per la Royal Society gràcies al seu amic Henry Hunt que treballava al secretariat de la institució.
Algunes d'aquestes publicacions van arribar a mans de John Flamsteed, el primer Astronomer Royal (Astrònom reial), que tenia relació amb alguns amics de Gray, i que estava construint Observatori Reial de Greenwich. Flamsteed treballava en la construcció d'un mapa detallat de les estrelles amb la intenció que servís per a resoldre el problema de la determinació de la longitud a la navegació marítima i Gray hi va col·laborar amb un bon nombre d'observacions i càlculs.
Gray i Flamsteed van esdevenir amics i van mantenir una correspondència regular, això sembla que va ser un problema per tal que Gray fos acceptat formalment dins del món científic atès que Flamsteed mantenia una llarga disputa amb Isaac Newton sobre l'accés a les dades preliminars del catàleg d'estrelles. Aquesta disputa va esdevenir una guerra entre bàndols dins la Royal Society que va guanyar Newton i va tenir l'efecte de marginar Flamsteed i els seus amics durant dècades.
Gray va treballar un temps al segon observatori de Cambridge, però era mal dirigit per Roger Cotes, un matemàtic amic de Newton, i el projecte va acabar fracassant fent que Gray hagués de retornar al negoci de la tintura a Canterbury. Però la seva salut es va ressentir i poc després es va traslladar a Londres per ajudar el Dr. Jean Théophile Désaguliers que era un dels demostradors de la Royal Society que impartia lliçons arreu del país i a Europa sobre els nous descobriments científics. Probablement Gray no rebia cap altre pagament que l'allotjament.
Els problemes econòmics i la pobresa apareixen a la vida de Gray, però gràcies als esforços de John Flamsteed i de Sir Hans Sloane, que arribaria a presidir la Royal Society, va obtenir una pensió a la London Charterhouse (una antiga cartoixa que Thomas Sutton havia convertit en una escola i en una mena d'asil per a homes que havien servit el país i tenien problemes econòmics). Durant aquest període va començar a experimentar un altre cop amb electricitat estàtica utilitzant tubs de vidre carregats per fricció.

## El descobriment de la conductivitat
Una nit mentre era a la seva habitació de la Charterhouse es va adonar que el suro que havia a l'extrem del seu tub de vidre per evitar la pols i la humitat atreia petits fragments de paper i brins de palla quan el tub havia estat fregat. Quan va repetir l'experiència amb un bastonet de fusta clavat al suro va observar que la càrrega era a l'extrem de la fusta. Va anar provant amb bastonets més llargs i finalment va afegir una bola d'ivori. Durant aquesta experiència va descobrir que l'electricitat podia desplaçar-se i que la bola d'ivori també podia atreure petits objectes, igual que el tub de vidre electrificat.
Gray va experimentar amb fil metàl·lic de ferro i coure i amb una gran quantitat d'altres materials com fusta, vegetals verds i secs, pedres, una tetera (buida, plena, amb aigua calenta i amb aigua freda) descobrint que aquest materials també condueixen l'electricitat. Arriba a transmetre electricitat a gran distància, sempre en vertical, segurament per raons pràctiques. Quan intenta repetir els experiments en horitzontal fallen i descobreix la importància de l'aïllament amb seda dels fils conductors del contacte amb la terra, Gray va concloure correctament que l'electricitat s'escola a través dels suports del seu muntatge. A la casa del seu amic Granville Wheler va fer un seguit d'experiments i suspenent els fils conductors amb seda van arribar a transportar electricitat a uns 300 metres, també descobriren, deixant caure el fil metàl·lic des d'una torre, que el transport de l'electricitat no era afectar per la gravetat.
A partir d'aquests experiments es va arribar a entendre el paper que juguen els conductors i els aïllants, termes que van ser encunyats per Jean Théophile Désaguliers. El 1732 Charles François de Cisternay du Fay, un científic francès, va visitar Gray i Wheler i va veure els seus experiments, en retornar a França va formular la primera teoria sobre l'electricitat, anomenada teoria dels dos fluids. Adoptada per Jean-Antoine Nollet i oposada a la de Benjamin Franklin i el seu grup de Filadèlfia, on Franklin i els investigadors anglesos William Watson i Beavis havien desenvolupat una teoria d'un fluid amb dos estats (que més tard Watson anomenaria positiu i negatiu) que finalment prevaldria sobre la de Du Fay.
Gray va continuar els seus experiments, incloent-hi la polarització induïda d'objectes suspesos, se li atribueix una experiència famosa a l'època "El noi volador", que consistia en un noi suspès amb cordes de seda que un cop carregat era capaç d'atreure brins de palla, paper, etc., amb les seves mans. Probablement va arribar a la conclusió de què l'electricitat i els llamps eren el mateix fenomen, anys abans que Franklin formulés la seva teoria.

## Reconeixement
Quan, després de la mort de Newton, Hans Sloane va ocupar la presidència de la Royal Society, Gray va rebre el reconeixement que li havia negat el grup de Newton. El 1731 va rebre la primera Medalla Copley que donava la institució pels seus treballs sobre la conducció i l'aïllament, i una segona el 1732 pels seus experiments sobre la inducció. El 1732 va ser admès com a membre de la Royal Society però va morir sense recursos pocs anys després, el 15 de febrer del 1736.